# Sempre vivu!
Sempre vivu! (Qui a dit que nous étions morts?) è un film del 2007 diretto da Robin Renucci. Il film è quasi completamente in lingua còrsa, con alcuni dialoghi in francese.

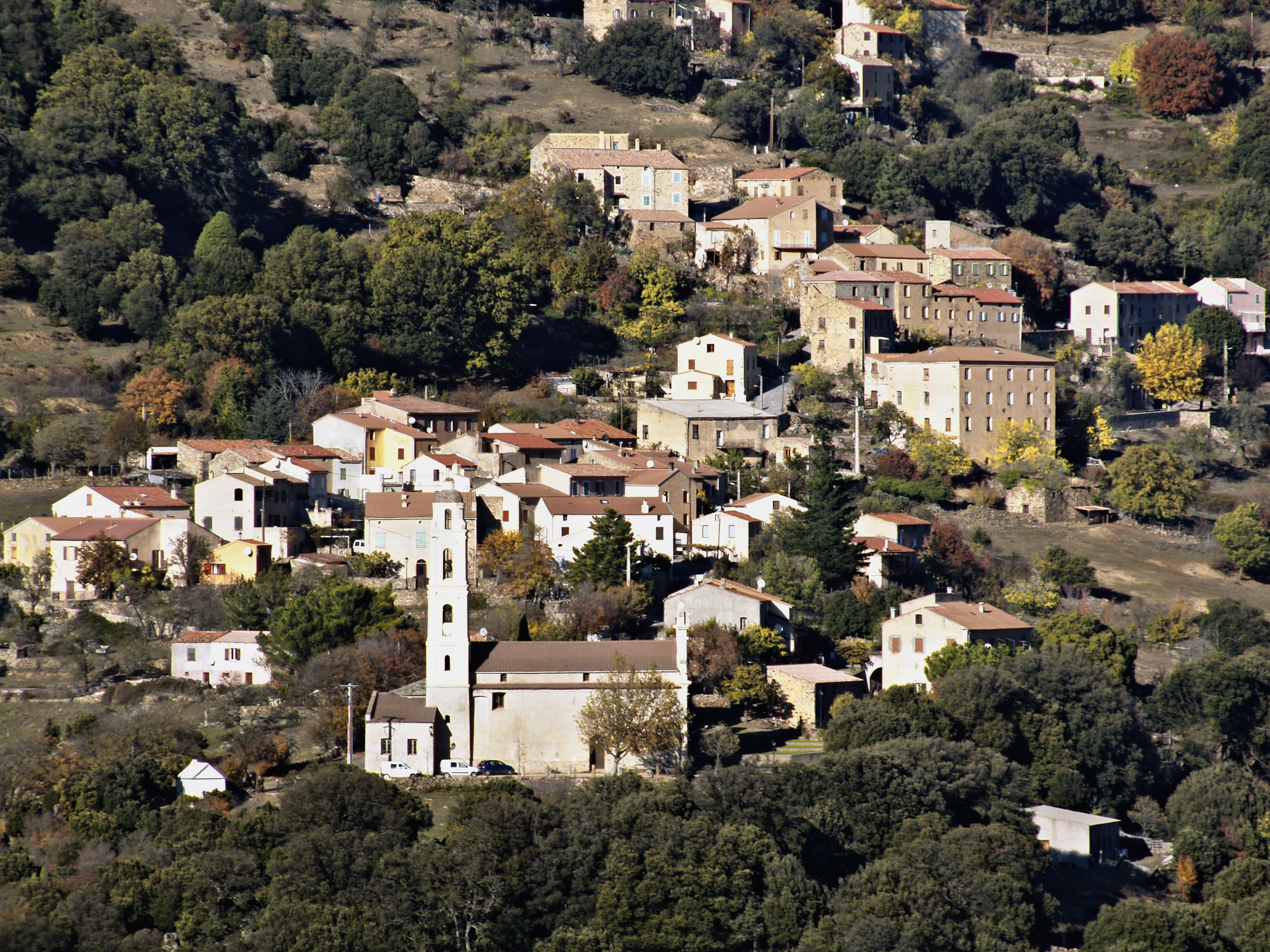
Il paese di Olmi-Cappella in Alta Corsica dove è stato girato il film.

## Trama
Volicagiello, Corsica. Per la sua sopravvivenza, il paese e tutto il cantone si basa sulla firma di un contratto per la costruzione di un grande complesso teatrale dal sindaco Ange Michelangeli (René Jauneau) con un ministro. Un contratto prevede di portare "la vita, la scuola e la brigata della Gendarmeria" nel villaggio. Ma il mattino stesso dell'arrivo del ministro Ange ha un infarto a causa dell'alcol e tutta la famiglia lo crede morto. Per non compromettere il contratto che è stato firmato, in realtà che è indispensabile per la sopravvivenza del paese, la moglie, la matriarca Lelle (Angèle Massei) deciderà, a dispetto di tutte le tradizioni della Corsica di nascondere la morte del marito a tutti, e naturalmente al ministro. Quindi il figlio Sauveur (Wladimir Yordanoff) di professione gendarme si traveste da sindaco, nonostante il rimprovero dell'altro figlio, il nazionalista conservatore Rinatu (Pierre Laplace). Ne nascono quindi una serie di equivoci e menzogne che fanno riemergere le vecchie liti tra i membri della famiglia Michelangeli. E nessuno ha pensato di portare il patologo per accertare la vera morte di Ange, che si è rivelato in realtà essere vivo.

## Critica
- Nice-Matin, 30 maggio 2007: "Tra poesia, clownerie, fantasia e fantasticheria, messa in scena declina una bella gamma di atmosfere che fanno credere nell'impossibile"
- La Corse Votre Hebdo, 8-14 giugno 2007: "Una commedia delicata, abbondante, con il fascino dello spirito mediterraneo. Per generare un'euforia palpabile. Ridiamo con il cuore."
- Le Monde, 13 giugno 2007: "Si respira il profumo delle vecchie commedie all'italiana, la nostalgia di riguadagnarci alla tonchinese, e, insieme la reale ispirazione della commedia dell'arte."
- Libération, 13 giugno 2007: "Il risultato è abbastanza strano, ma onestamente assunto e quindi più interessante di una bella truffa. Ci sono le pecore in mezzo alla strada, una nonna che va contro tutti, con i suoi bigodini, un coro di anziane che discute su Antigone, il tutto con sottotitoli in lingua corsa."
- Les Échos, 21 giugno 2007: "Uno scherzo divertente, barocco, satirico, macabro e furioso. E un atto di fede per la Corsica."

## Produzione
Il paese fittizio di Volicagiello film è in realtà il paese di Olmi-Cappella in Alta Corsica.

## DVD
Le film è uscito in DVD il 20 marzo 2008 per France 3 éditions.